# Alimentation durable

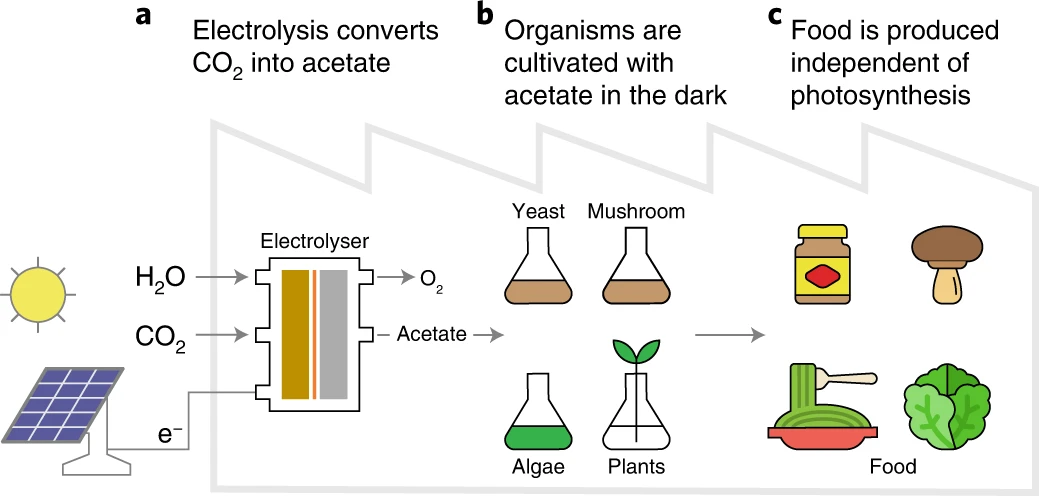
Schéma d'un système électrochimique de production de nourriture à partir de.

L'alimentation durable est une alimentation viable sur le plan économique et social, qui préserve l’environnement, la santé et la diversité culturelle.

## Historique et définition
Les Trente Glorieuses ont fait émerger ce qu'on appelle la consommation de masse, qui consiste à acheter des produits divers en quantités toujours plus importantes. En ce qui concerne l'alimentation, cela s'est traduit par une agriculture productiviste, une chaîne de transformation industrielle et l'avènement de la grande distribution.
L'industrie alimentaire dans les pays riches ne correspond plus aux critères de durabilité prônés par le développement durable; économie, écologie et éthique. Elle se traduit en effet par un allongement de la distance entre le producteur/transformateur et l'acheteur, un régime alimentaire très consommateur d'énergies, et un gaspillage des ressources considérable. À ces préoccupations s'ajoute celle de la santé. L'industrie alimentaire telle qu'elle est aujourd'hui regorge de produits raffinés, sucres rapides, graisses saturées, sel, viandes. Elle est pauvre en céréales complètes, en fibres et micronutriments essentiels (sels minéraux et vitamines). Ce régime alimentaire développe de nombreux diabète et maladies cardiovasculaires, et a surtout fait exploser les chiffres de l'obésité.
La FAO (organisation des Nations unies pour l'alimentation et l'agriculture) a entamé une réflexion sur l'alimentation durable, et en a donné en 2010 cette définition : "Les régimes alimentaires durables contribuent à protéger et à respecter la biodiversité et les écosystèmes, sont culturellement acceptables, économiquement équitables et accessibles, abordables, nutritionnellement sûrs et sains, et permettent d’optimiser les ressources naturelles et humaines".
L’alimentation durable est donc un concept émergent qui répond aux critères suivants :
- une alimentation accessible à tous, saine et équilibrée, répondant aux besoins nutritionnels humains ;
- un système qui préserve l'environnement, le climat, les sols, l’eau, la biodiversité ;
- une alimentation appliquant le principe de subsidiarité : qui s’appuie au niveau local, national, européen et international sur des modes de production agricole durables, assurant un revenu équitable pour les producteurs, et préservant le tissu rural et le développement local.

En 2019, la Commission EAT-Lancet de la revue The Lancet a été créée. Co-présidée par les professeurs Walter Willett et Johan Rockström, la commission EAT-Lancet réuni 19 commissaires et 18 co-auteurs provenant de 16 pays différent et dotés d’expertise dans divers domaines dont la santé humaine, l'agriculture, les sciences politiques et environnementales. Cette comission définit le régime de santé planétaire, soit une alimentation à la fois saine et respectueuse de l'environnement, comme ayant un apport calorique optimal et se composant principalement d’une diversité d’aliments d'origine végétale, de faibles quantités d'aliments d'origine animale, de graisses insaturées plutôt que saturées et de quantités limitées de céréales raffinées, d'aliments hautement transformés et de sucres ajoutés.
Ce régime de santé planétaire a été critiqué car il a des effets différents sur les émissions de gaz à effet de serre des pays. Des préoccupations ont été exprimées quant à la mesure dans laquelle le régime de santé planétaire alimentaire peut fournir les micronutriments essentiels adéquats.

## Une alimentation pauvre en consommation d'énergie
L'alimentation durable implique la consommation de produits locaux. En effet, un produit à proximité du lieu d'achat minimise la pollution générée par les transports. C'est aussi une consommation de produits de saison, puisqu'un produit consommé hors saison est soit cultivé dans une serre fortement chauffée, soit importé. Or, un melon importé d'Amérique centrale entraîne une dépense énergétique cinquante fois supérieure à celle d'un melon de Charente. Par ailleurs, les aliments industrialisés, même finalisés à proximité du lieu d'achat, subissent fréquemment des transformations dans des pays lointains. Par exemple, les pommes de terre du Danemark épluchées au Maroc et vendues sous forme de frites surgelées en Belgique. Que le trajet se fasse en bateau ou en avion, le gaspillage énergétique est considérable.

## Une alimentation qui protège le patrimoine végétal et les océans
L'alimentation durable implique une consommation modérée de viande. Au cours des cinquante dernières années, la consommation de viande est passée de 44 millions à 221 millions de tonnes dans le monde. Les pays riches sont les plus concernés. Cela n'est pas sans conséquences sur l'environnement; la FAO estime que l’élevage est responsable de 18 % des émissions de gaz à effet de serre au niveau mondial. Par exemple, il faut 8 kilos de végétaux et 20 000 litres d'eau pour produire un kilo de bœuf. D'autres viandes sont moins nocives pour la planète, par exemple, un kilo de poulet ne nécessite que deux kilos de végétaux.
En Europe, 75 % des terres arables sont utilisées pour cultiver du fourrage. De plus, 90 % de la production mondiale du soja est destinée à l'élevage, ce qui accélère la déforestation. En plus d'être bénéfique à l'environnement, une consommation limitée de viande réduit le risque de maladies cardiovasculaires et de certains cancers.
Le poisson n'est pas forcément la solution à privilégier. L'association WWF France affirme en effet que 3/4 des produits aquatiques consommés sont «surexploitées ou en passe de l’être». Il y a donc un risque d'appauvrissement voire d'épuisement des stocks.
Les protéines animales peuvent être en partie remplacées par les protéines végétales. Celles-ci sont présentes dans les légumineuses (lentilles, petits pois, soja) mais aussi dans les céréales, graines, noix, algues, et légumes.
Les insectes comestibles issus de l'élevage peuvent également constituer une source d'alimentation durable pour la planète. La FAO (organisation des Nations unies pour l'alimentation et l'agriculture) recommande ce type de nourriture. Dans le monde, de nombreuses fermes d'élevage durable émergent : Tiny Farms, All Things Bugs, ASPIRE Food Group, Micronutris, Big cricket farms, etc.
L'alimentation durable, c'est aussi lutter contre le gaspillage alimentaire. En moyenne, les Français jettent chaque année 20 kg d'aliments, dont 7 kg de produits encore emballés. Pour éviter cela, il convient d'acheter des quantités adaptées, vérifier les dates de péremption, cuisiner les restes, respecter la chaîne du froid…
Il ne faut pas non plus négliger le type d'emballage. En effet, sur les 500 kilos de déchets en moyenne générés par année et par personne, 30 % proviennent des emballages. Pratiquer l'alimentation durable, c'est donc privilégier les aliments en vrac ou conditionnés avec des emballages recyclables et/ou réutilisables.
L'agriculture biologique est durable par définition puisqu'elle garantit un mode de production sans engrais chimiques ni pesticides. Or, l'utilisation de ces derniers pollue l'air, les nappes phréatiques, les cours d'eau... D'ailleurs, selon le Portail de l'alimentation durable du gouvernement français", l'alimentation durable est "une alimentation de saison, qui privilégie les produits locaux issus d’une agriculture raisonnée, les circuits courts et le bio".

## Une préoccupation d'ordre éthique
L'alimentation durable comme le développement durable répond aussi à des critères éthiques.
Cette notion est donc notamment liée à celle de commerce équitable, qui a pour objectif de rééquilibrer les échanges entre pays du Nord et pays du Sud. Le commerce équitable consiste donc à acheter des produits à des producteurs désavantagés des pays en développement dans un cadre réglementé qui leur garantit des conditions de travail et une rémunérations décentes.

### Vidéographie
- Centre Ressource du Développement Durable Changer de regard sur notre alimentation !. Vidéo Cerdd (2015)